# Clavatula gracilior
Clavatula gracilior is een slakkensoort uit de familie van de Clavatulidae. De wetenschappelijke naam van de soort is voor het eerst geldig gepubliceerd in 1870 door Sowerby II.